# Paulus Budi Kleden
Paulus Budi Kleden, S.V.D. (Larantuca, 16 de novembro de 1965) é presbítero indonésio da Igreja Católica Romana. Atualmente exerce o cargo de arcebispo de Ende.

## Biografia
Nasceu em 16 de novembro de 1965, em Larantuca, na ilha de Flores, Indonésia, cuja maioria da população é católica, o quinto dos sete filhos de Dorotea Sea Halan e Petrus Sina Kleden (falecido em 2000).
Ingressou na Sociedade do Verbo Divino em Ledalero, Maumere, logo após graduar-se no Seminário Menor São Domingos, em 1985, e aí completou seu noviciado e seus estudos filosóficos. Completou os estudos teológicos e foi ordenado presbítero em 15 de maio de 1993 em São Gabriel, na Áustria. Foi enviado então para a Suíça, onde serviu como vigário, primeiro em Steinhausen e depois em Auw, até 1996. Entre 1996 e 2000, fez doutorado em Teologia Sistemática na Universidade de Freiburgo, na Alemanha.
Em 2001, retornou para seu país natal e tornou-se professor de Teologia no Seminário Maior de São Paulo em Ledalero. Destacou-se como ativista dos direitos humanos: estimulava seus alunos a serem combativos, e envolveu-se em algumas questões de ordem social e política. No âmbito de sua congregação, foi membro do Conselho Provincial entre 2005 e 2008, e nesse intervalo, foi vice-provincial por um ano. Entre 2011 e 2012, foi também diretor do programa de pós-graduação em Ledalero. Em 2012, foi eleito para o conselho geral de sua congregação e teve que se mudar para Roma.
Foi eleito superior geral da Sociedade do Verbo Divino no 18º capítulo geral da congregação, ocorrido na Itália, em 4 de julho de 2018. Sucedeu então ao Pe. Heinz Kulüke.
Em 25 de maio de 2024 foi nomeado arcebispo de Ende. 